# Лансинг
Лансинг (на английски: Lansing) е столицата на щата Мичиган, Съединени американски щати. Населението му е 116 986 души (по приблизителна оценка от 2017 г.).

## Личности
Родени в Лансинг
- Меджик Джонсън (р. 1959), баскетболист
- Стивън Сегал (р. 1951), актьор
- Винъс Уилямс (р. 1980), тенисистка